# Nigeria aux Jeux olympiques d'hiver de 2022
Le Nigeria participe aux Jeux olympiques d'hiver de 2022 à Pékin en Chine du 9 au 20 février 2022. Il s'agirait de sa deuxième participation à des Jeux d'hiver.
Samuel Ikpefan n'était pas disponible pour être le porte-drapeau de la délégation : c'est donc Seun Adigun, ancienne bobeuse en 2018 et docteur de l'équipe du Nigéria qui a eu le privilège de porter le drapeau, elle qui était également candidate à la commission des athlètes du CIO.

## Résultats

### Ski de fond
Samuel Ikpefan, natif d'Annemasse en France, réussit au cours de la saison 2021-2022 à décrocher un quota qualificatif pour le pays de son père. Ancien champion de France jeune de sprint, il a obtenu sa nationalité nigériane en 2018[réf. nécessaire].
| Athlète        | Épreuve           | Qualification | Qualification | Quart de finale | Quart de finale | Demi-finale | Demi-finale | Finale  | Finale  |
| Athlète        | Épreuve           | Temps         | Rang          | Temps           | Rang            | Temps       | Rang        | Temps   | Rang    |
| -------------- | ----------------- | ------------- | ------------- | --------------- | --------------- | ----------- | ----------- | ------- | ------- |
| Samuel Ikpefan | 15 km classique   | Non disputé   | Non disputé   | Non disputé     | Non disputé     | Non disputé | Non disputé | Abandon | Abandon |
| Samuel Ikpefan | Sprint individuel | 3 min 9 s 57  | 73e           | Éliminé         | Éliminé         | Éliminé     | Éliminé     | Éliminé | Éliminé |